# Courage en rouge
Courage en rouge est un documentaire canadien de 13 épisodes qui détaille les opérations de la Gendarmerie royale du Canada (GRC) et les aspects du crime desquels elle doit s’occuper. Chaque épisode dure 30 minutes et se concentre sur un aspect spécifique des opérations de la GRC tels que la formation des officiers au Dépôt, l’académie de formation policière de la GRC, situé à Regina, en Saskatchewan, les opérations de première ligne, le Groupe tactique d’intervention, l’unité canine et la protection des personnes de marque, telles que les chefs d’États étrangers. 
L’émission a été diffusée sur OLN du 1er novembre au 31 décembre 2009 et sur SCN du 23 février au 21 mai 2010.

## Épisodes
1. Plan SAFE
2. Dépôt
3. Les missions de paix
4. Groupe tactique d'intervention
5. Police dans le nord
6. Services cynophiles
7. Laboratoires clandestins
8. La GRC et les jeunes
9. Police de première ligne
10. Protection des personnes de marque
11. Évènements majeurs
12. Les services de la marine de la côte ouest
13. Douanes et Accise